# Селигеро-торжковские говоры

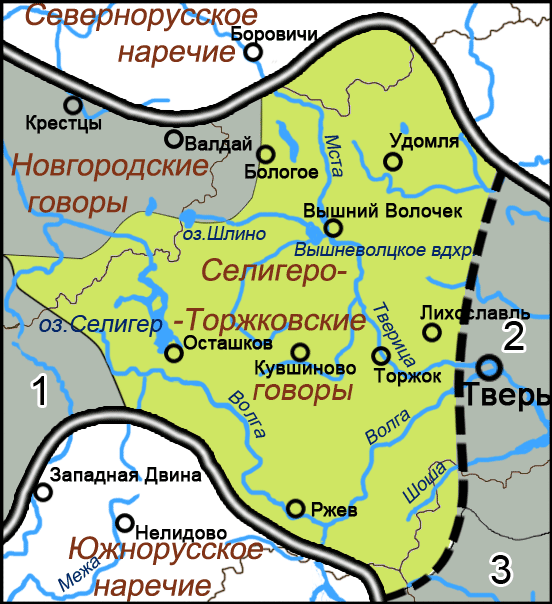
Селигеро-торжковские говоры
Цифрами на карте обозначены:
1.Псковская группа говоров
2.Тверская подгруппа Владимирско-Поволжской группы говоров
3.Отдел А Восточных среднерусских говоров

Селиге́ро-торжко́вские го́воры — среднерусские говоры, распространённые на территории центральной части Тверской области и незначительной части соседних с ней районов. Селигеро-торжковские говоры являются частью более крупного языкового объединения — западных среднерусских акающих говоров.

## Вопросы классификации
Территория распространения селигеро-торжковских говоров входит в состав среднерусских говоров как в диалектологической карте русского языка 1915 года, так и 1965 года, но как особая диалектная величина была выделена впервые на карте 1965 года. Селигеро-Торжковские говоры не объединяются комплексом языковых черт и не представляют самостоятельной группы говоров (не выделяются пучками изоглосс как единое образование в пределах западных среднерусских говоров и не характеризуются единством языковой структуры). В разных частях этих говоров имеются разрозненные ареалы явлений, не охватывающие полностью всей территории говоров. Селигеро-торжковские и псковские говоры, не имеющие чёткого разделения между собой, связываются переходными говорами, разделяющими в разной степени языковые черты обоих диалектных объединений. Селигеро-торжковские говоры включают в себя западно-селижаровскую и другие подгруппы говоров.
| Классификация: - Русский язык - Среднерусские говоры - Западные среднерусские говоры - Западные среднерусские акающие говоры - Селигеро-торжковские говоры Селигеро-торжковские говоры на карте среднерусских говоров (При нажатии на изображение территории какой-либо группы говоров, будет осуществлён переход на соответствующую статью) |

## Область распространения
Ареал селигеро-торжковских говоров находится в восточной части западных среднерусских акающих говоров, и занимает центральную часть Тверской области, с северной и северо-западной части захватывает незначительно приграничные районы Новгородской области, с южной части — приграничные районы Московской области. На севере селигеро-торжковские говоры граничат с новгородскими говорами в составе западных среднерусских окающих говоров, Ладого-Тихвинской группой и белозерско-бежецкими говорами севернорусского наречия. На востоке граничат с восточными среднерусскими говорами (Тверской подгруппой Владимирско-Поволжской группы восточных среднерусских окающих говоров и отделом А восточных среднерусских акающих говоров). С юга к ним примыкают говоры Верхне-Днепровской группы южного наречия, а с запада — Псковской группы западных среднерусских акающих говоров.

## История
Разнородность селигеро-торжковских говоров, отсутствие в них единого языкового комплекса объясняется влиянием интенсивных междиалектных контактов в период формирования и развития говоров. В Средние Века территория распространения говоров была ареной борьбы Московского княжества, Тверского княжества, Великого княжества Литовского и Новгородской феодальной республики, земли переходили часто из одного владения в другое, границы государств менялись, происходили миграции населения, что приводило к смешиванию ареалов диалектных явлений и не давало предпосылок для формирования единых языковых черт.

## Особенности говоров
Селигеро-торжковские говоры разделяют диалектные явления, характерные для западных среднерусских говоров в целом и для западных среднерусских акающих говоров, кроме тех, что присущи их западной части. При этом некоторые языковые черты этой западной части (Псковской группы говоров) известны и восточной в незначительной степени в районах говоров переходных от псковских к селигеро-торжковским.
В различных частях территории селигеро-торжковских говоров распространены некоторые диалектные черты юго-восточной диалектной зоны, центральной части русских говоров (таких, как и в литературном русском языке), а также диалектные черты других диалектных зон и групп говоров, и черты, характерные только для селигеро-торжковских говоров. Все они, как правило, встречаются непоследовательно и нерегулярно:
- Форма именительного пад. мн. числа личного местоимения 3-го лица на -е́: оне́ — черта северо-восточной диалектной зоны.
- Возможность употребления глагольных форм 3-го лица без окончания -т от глаголов ед. и множ. числа, ударных и безударных, обоих спряжений: он нес'[о́] (он несёт), де́ла[йо] (делает); они нес[у́] (они несут), де́ла[йу] (делают); он сид[и́] (он сидит), хо́д'[а] (ходит); они сид'[а́] (они сидят), хо́д'[а] (ходят) и т. п. (в районе озера Селигер) — черта Гдовской группы говоров.
- Вокализм первого предударного слога после мягких согласных: ассимилятивно-умеренное яканье (юго-восточная часть территории), сильное яканье (в районе озера Селигер), иканье (северо-восточная часть территории).
- Распространение слов в именительном пад. ед. числа: свекро́вка (северная часть территории) — черта северной диалектной зоны, свекро́ва (юго-западная часть территории) — черта Западной группы и Верхне-Днепровской группы говоров, свекро́в' (юго-восточная часть территории).
- Распространение форм указательных местоимений: той (именительный пад. ед. числа муж. рода), те́и (именительный пад. мн. числа).
- Распространение форм возвратных глаголов 2-го лица ед. числа: умо́йе[с’т’а] (умоешься) и т. п.
- В юго-западных и других смежных районах распространены диалектные черты, характерные для Псковских говоров, такие, как сильное яканье, распространение форм родительного — винительного пад. ед. числа личных и возвратных местоимений с окончанием -ê: мен[ê], теб[ê], себ[ê], и форм дательного — предложного пад. с окончанием -ê: мн[ê], [тобê], [собê], окончания -т' глаголов 3-го лица наст. времени ед. и мн. числа: он но́си[т'], они но́с’я[т'], формы глаголов в повелительном наклонении: бежи́, бежи́те и др.[1]